# Ischnochiton (Ischnochiton) feliduensis
Ischnochiton (Ischnochiton) feliduensis is een keverslakkensoort uit de familie van de Ischnochitonidae. De wetenschappelijke naam van de soort is voor het eerst geldig gepubliceerd in 1903 door E. A. Smith in Gardiner.